# Nadja (banda)
Nadja es una banda canadiense de drone/doom metal consistente en el dúo de Aidan Baker y Leah Buckareff. Nadja comenzó en 2003 como un proyecto solista de Baker, con el objetivo de explorar el lado más pesado y ruidoso de su música. En 2005 Leah Buckareff, su esposa, se unió al proyecto con la necesidad de hacer de Nadja algo más que sólo un trabajo de estudio, abriendo la posibilidad de presentarse en vivo.
El dúo combina paisajes sonoros, electrónica y voces atmosféricas con riffs lentos y épicos y percusiones luctuosas, creando lentamente un emotivo muro de sonido que ha sido descrito como drone, ambient doom y metal shoegazer. Baker ha planteado que prefieren llamar a su estilo musical "ambient metal" o "ambient doom", aunque también le simpatiza el término "dreamsludge".
Tras varios lanzamientos en formato CD-R de edición limitada en pequeños sellos de varias partes del mundo, en 2010 Nadja lanzó su primer álbum oficial, Truth Becomes Death, a través del sello Alien8 Recordings, de Montreal. Desde entonces, el dúo ha publicado material en sellos con mayor distribución, a lo que se han sumado re-lanzamientos de material anterior, tanto en ediciones remasterizadas como en versiones regrabadas.
Baker y Buckareff se han presentado en Argentina, Brasil, Canadá, Bélgica, Países Bajos, Alemania, Reino Unido y Estados Unidos, compartiendo escenario, entre otros, con artistas como Kayo Dot, Knurl, Khanate, Francisco López, Isis, BHUTAN drone, stilte, Dronevil y Mare.
El nombre de la banda surge del nombre de Aidan invertido, aludiendo al concepto de un estilo musical que difiere del de su material solista. De acuerdo con Baker, el reemplazo de la I por una J hace "referencia al personaje Nadja del libro de Breton y al personaje de Elina Löwensohn en la película de vampiros".

## Integrantes
- Aidan Baker – guitarra, voz, piano, vientos de madera, batería programada (2003–presente)

- Leah Buckareff – bajo, voz (2005–presente)

## Discografía

### Álbumes de estudio
- Touched (2003)
- Skin Turns to Glass (2003)
- Corrasion (2003)
- Bodycage (2005)
- Bliss Torn from Emptiness (2005)
- Truth Becomes Death (2005)
- Thaumogenesis (2007)
- Radiance of Shadows (2007)
- Desire in Uneasiness (2008)
- The Bungled & the Botched (2008)
- Belles Bêtes (2009)
- When I See the Sun Always Shines on TV (2009)
- Under the Jaguar Sun (2009)
- Autopergamene (2010)
- Dagdrøm (2012)
- Flipper (2013)
- Queller (2014)
- Sv (2016)
- The Stone Is Not Hit by the Sun, nor Carved with a Knife (2016)
- Stripped (2017)
- Sonnborner (2018)
- Seemannsgarn (2021)
- Luminous Rot (2021)

### Álbumes recopilatorios
- Numbness (2009)

### EP
- I Have Tasted the Fire Inside Your Mouth (2004)
- Base Fluid (2007)
- Guilted by the Sun (2007)
- Long Dark Twenties (2008)
- Trinity (2008)
- Trinitarian (2008)
- Clinging to the Edge of the Sky (2009)
- Ruins of Morning (2010)
- Sky Burial (2010)

### Splits y colaboraciones
- Moss / Nadja (2003) con Moss
- Absorption (2005) con Methadrone
- We Have Departed the Circle Blissfully (2006) con Fear Falls Burning
- 12012291920/1414101 (2007) con Atavist
- Fear Falls Burning & Nadja (2007) con Fear Falls Burning
- Live in Darmstadt (2007) con Datashock
- Magma to Ice (2008) con Netherworld
- Year of No Light / Machu Picchu Mother Future (2008) con Year of No Light, Fear Falls Burning y Machu Picchu Mother Future
- Christ Send Light (2008) con Black Boned Angel
- II: Points at Infinity (2008) con Atavist
- Infernal Procession... And Then Everything Dies (2008) con Atavist y Satori
- Tümpisa (2009) con 5/5/2000
- Primitive North (2009) con A Storm of Light
- Nadja / Black Boned Angel (2009) con Black Boned Angel
- Pyramids with Nadja (2009) con Pyramids
- Kodiak / Nadja (2009) con Kodiak
- The Life and Death of a Wasp (2010) con OvO
- Dominium Visurgis (2010) con Troum
- Konstruktion (2011) con Galena
- The Primitive World (2012) con Vampillia

### Álbumes regrabados
- Touched (2007)
- Corrasion (2007)
- Bliss Torn from Emptiness (2008)
- Skin Turns to Glass (2008)

### Álbumes en directo
- Trembled (2006)
- Thaumoradiance (2007)

### DVD
- White Nights/Drone Fields (2010)